# Valdecaballeros
Valdecaballeros ist ein Ort und eine Gemeinde (municipio) mit noch 1.051 Einwohnern (Stand: 2024) im Südosten der spanischen Provinz Badajoz in der Autonomen Gemeinschaft Extremadura.

## Lage
Valdecaballeros liegt ca. 140 Kilometer ostnordöstlich von Mérida und etwa 190 Kilometer ostnordöstlich von Badajoz in einer Höhe von ca. 400 m. Hier fließen der Guadelupejo und der Guadiana, die beide aufgestaut werden, zusammen.
Das Klima im Winter ist gemäßigt, im Sommer dagegen warm bis heiß; die eher geringen Niederschlagsmengen (ca. 544 mm/Jahr) fallen – mit Ausnahme der nahezu regenlosen Sommermonate – verteilt über das ganze Jahr.

## Bevölkerungsentwicklung
| Jahr      | 1970 | 1981 | 1991 | 2001 | 2011 | 2021 |
| Einwohner | 1356 | 1730 | 1779 | 1418 | 1212 | 1088 |

Der deutliche Bevölkerungsrückgang seit den 1950er Jahren ist im Wesentlichen auf die Mechanisierung der Landwirtschaft, die Aufgabe bäuerlicher Kleinbetriebe und den damit einhergehenden Verlust an Arbeitsplätzen zurückzuführen (Landflucht).

## Kernkraftwerk
1975 wurde das Kernkraftwerk Valdecaballeros geplant. Der Bau begann 1979. Das KKW sollte aus zwei Siedewasserreaktoren mit einer Bruttogesamtleistung von 1950 MW ans Netz gehen. 1983/1984 wurde das Kraftwerk stillgelegt, ohne jemals ans Netz gegangen zu sein. Das heutige Gelände ist weitgehend demontiert und für eine Solarfreiflächenanlage genutzt.

## Sehenswürdigkeiten
- Archäologische Fundstelle des Castro del Cerro de la Barca aus dem 7. bis 6. vorchristlichen Jahrhundert
- Michaeliskirche

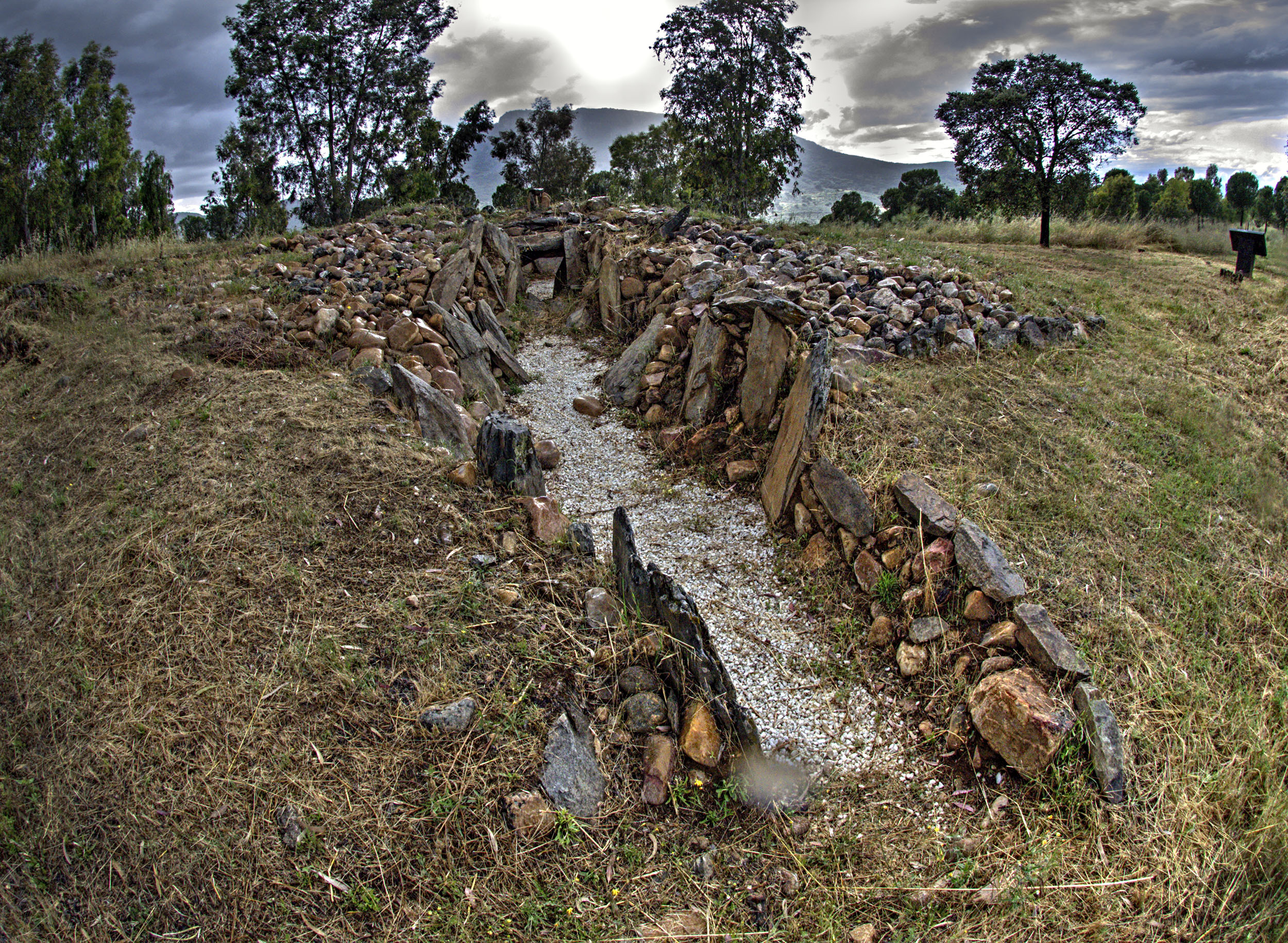
Cerro de la Barca

## Persönlichkeiten
- Francisco Revelles Tejada (1938–2003), Maler